# 庫拉尖條鰍
庫拉尖條鰍（學名：Oxynoemacheilus cyri），為輻鰭魚綱鯉形目條鰍科尖條鰍屬的其中一種。分布於亞洲土耳其庫拉河流域，體長可達6.8公分，棲息在河川底層水域，生活習性不明。

## 扩展阅读
維基物種上的相關：庫拉尖條鰍